# Taubenturm (Bucy-lès-Cerny)

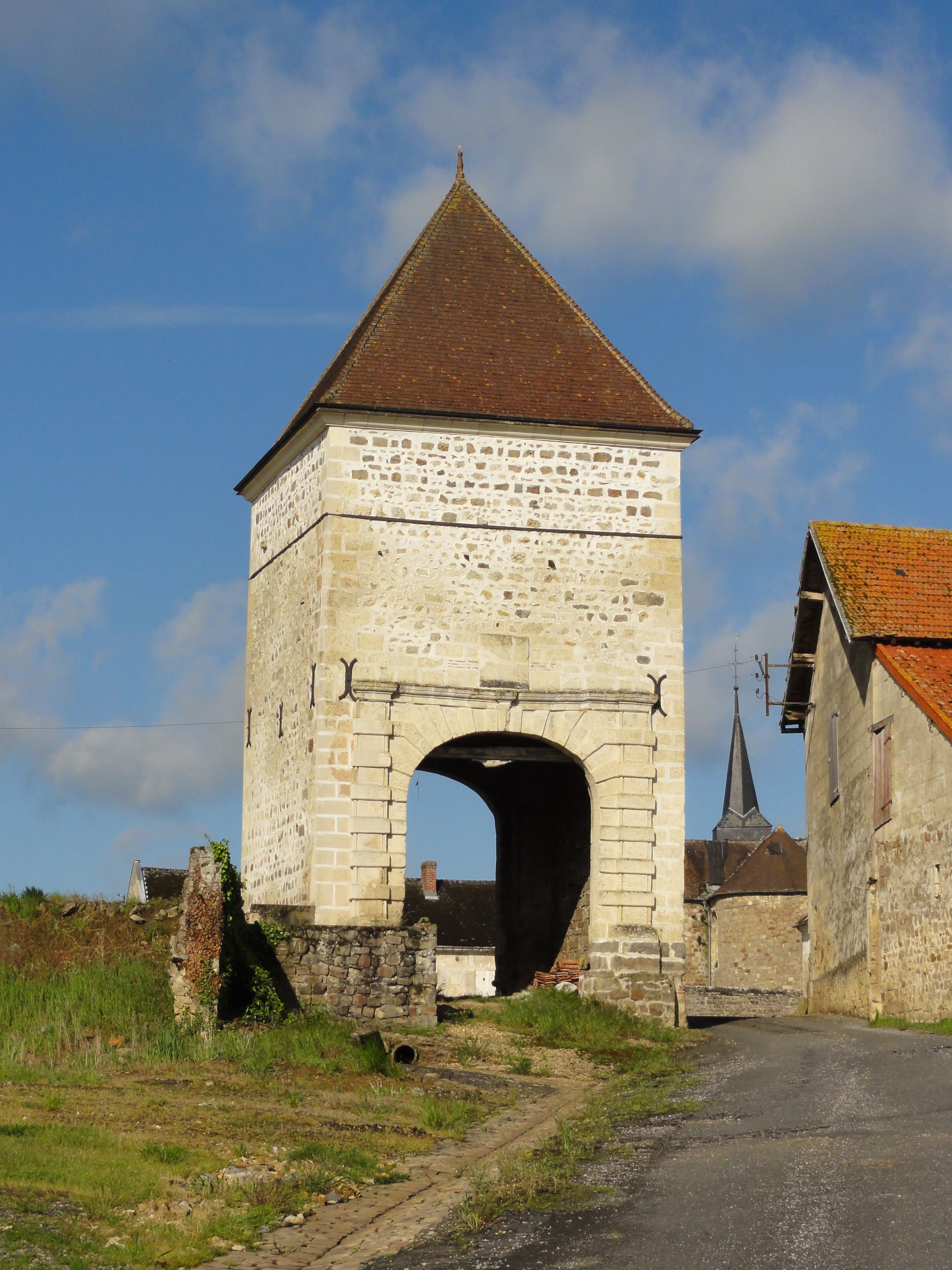
Taubenturm in Bucy-lès-Cerny

Der Taubenturm (französisch colombier oder pigeonnier) in Bucy-lès-Cerny, einer französischen Gemeinde im Département Aisne in der Region Hauts-de-France, steht an der Rue de Coucy. Der Torturm diente früher als Einfahrt zum Bauernhof.
Der rechteckige Taubenturm aus Bruchsteinmauerwerk mit einer rundbogigen Durchfahrt aus Haustein wird von einem Pyramidendach abgeschlossen. Im Obergeschoss befanden sich die Nester der Tauben.